# Bensenville, Illinois
Bensenville là một làng thuộc quận DuPage, tiểu bang Illinois, Hoa Kỳ. Năm 2010, dân số của làng này là 18352 người.

## Dân số
Dân số qua các năm:
- Năm 2000: 20703 người.
- Năm 2010: 18352 người.